# Amata albobasis
Amata albobasis là một loài bướm đêm thuộc phân họ Arctiinae, họ Erebidae.